# Calpoparia imparepunctata
Calpoparia imparepunctata là một loài bướm đêm trong họ Noctuidae.